# Tabagne
Tabagne est une localité du nord-est de la Côte d'Ivoire et appartenant au département de Bondoukou, district du Zanzan, région du Gontougo. La localité de Tabagne est un chef-lieu de commune.

## Religion
En 1971, une paroisse catholique y est créée.

## Sports
La localité dispose d'un club de football, TABAGNE FC, qui évolue en Championnat de Division Régionale, équivalent d'une « 4e division ».